# 草龜屬
草龜屬（学名：Hardella）为地龟科的一个属。

## 下属物种
本属包括以下物种：
- 暹罗草龟 Hardella siamensis Claude et al., 2007
- 冠背龟 Hardella thurjii (Gray, 1831)